# 닉 혼비

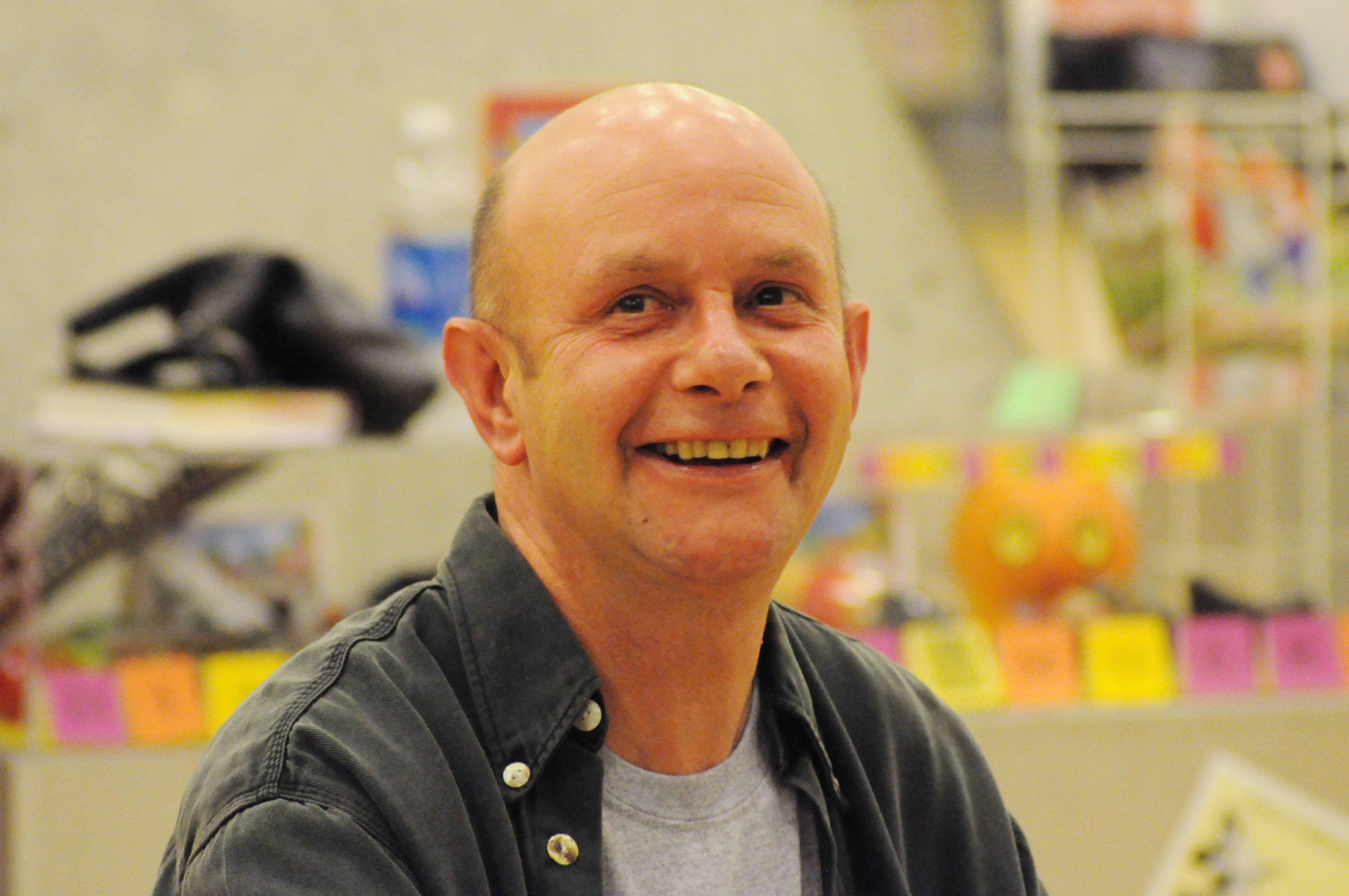
닉 혼비

닉 혼비(Nick Hornby, 1957년 4월 17일 ~ )는 잉글랜드의 소설가이다. 데뷔작은 아스널 FC를 다룬 피버 피치이다.